# 剃刀邊緣 (1980年電影)
《剃刀邊緣》（英語：Dressed to Kill）是一部1980年美國情色驚悚片，由布赖恩·德帕尔马執導和編劇。片中除了帶有著懸疑的氛圍外，還有著新黑色電影的風格。
電影主演包括米高·肯恩、安姬·狄金遜、南茜·艾倫和基斯·戈登。
配樂為皮諾·多納吉奧負責作曲。
《剃刀邊緣》於1980年7月25日在美國上映。

## 劇情
一名意外目睹凶殺案的年輕妓女遭到懷疑就是兇手，使得她與受害人的十幾歲兒子和她的精神科醫生開始一同追查真正的兇手。

## 外部連結
- 互联网电影数据库（IMDb）上《Dressed to Kill》的资料（英文）
- TCM电影资料库上《Dressed to Kill》的资料（英文）
- Box Office Mojo上《Dressed to Kill》的資料（英文）
- 爛番茄上《Dressed to Kill》的資料（英文）
- 電影劇照 （页面存档备份，存于）